# Ruby Tew
Ruby Tew (* 7. März 1994 in Wellington) ist eine neuseeländische Ruderin. Sie war Weltmeisterschaftszweite 2015 und Weltmeisterschaftsdritte 2017.

## Karriere
Bei den Junioren-Weltmeisterschaften 2012 belegte Ruby Tew mit dem Doppelvierer den dritten Platz. 2015 debütierte die 1,81 m große Tew mit dem neuseeländischen Achter im Ruder-Weltcup und belegte nach einem fünften Platz in Varese den zweiten Platz in Luzern. Bei den Weltmeisterschaften 2015 auf dem Lac d’Aiguebelette siegte der US-Achter, die Neuseeländerinnen erhielten die Silbermedaille vor den Kanadierinnen. Der neuseeländische Achter mit Kayla Pratt, Emma Dyke, Ruby Tew, Kelsey Bevan, Grace Prendergast, Kerri Gowler, Genevieve Behrent, Rebecca Scown und Steuerfrau Frances Turner qualifizierte sich damit auch für die Olympischen Sommerspiele 2016. In Rio de Janeiro belegte der neuseeländische Achter bei den Olympischen Spielen 2016 den vierten Platz.
In der nacholympischen Saison 2017 saßen mit Emma Dyke, Ruby Tew, Rebecca Scown und Kelsey Bevan noch vier Ruderinnen aus dem Vorjahr im Achter. Im Ruder-Weltcup gewann der Achter in Posen und belegte den zweiten Platz in Luzern. Bei den Weltmeisterschaften in Sarasota gewann der neuseeländische Achter die Bronzemedaille. Nach einem neunten Platz im Vierer ohne Steuerfrau bei den Weltmeisterschaften 2018 wechselte sie in den Doppelvierer. Bei den Ruder-Weltmeisterschaften 2019 erreichte der neuseeländische Doppelvierer mit Kirstyn Goodger, Ruby Tew, Samantha Voss und Hannah Osborne den fünften Platz. Georgia Nugent-O’Leary, Ruby Tew, Eve Macfarlane, Olivia Loe bildeten den neuseeländischen Doppelvierer bei den Olympischen Spielen in Tokio. Die Crew belegte den achten Platz.